# Petronela Aragońska
Petronela Aragońska zwana również Petronilą, Petronillą i Petronellą (ur. 11 sierpnia 1135, zm. 17 października 1174 w Barcelonie) – królowa Aragonii w latach 1137–1164.

## Życiorys
Była córką Ramiro II Aragońskiego i Agnieszki Akwitańskiej (córki księcia Wilhelma IX). Kiedy jej stryj Alfons I Aragoński zmarł bezpotomnie, Ramiro – będący podówczas mnichem – uzyskał od papieża dyspensę od ślubów kapłańskich w celu podtrzymania ciągłości dynastii aragońskiej. Ożenił się z Agnieszką i spłodził Petronelę, po czym niecałe dwa lata później zorganizował małżeństwo córki z hrabią Barcelony Ramonem Berenguerem IV, choć pierwszym kandydatem do ślubu był Sancho, syn Alfonsa VII Kastylijskiego. Aragońska szlachta wolała jednak połączenia ich państwa z niewielkim feudalnym hrabstwem Barcelony.
Oficjalna ceremonia zaślubin odbyła się dopiero w 1150 w Lleidzie, kiedy Petronela osiągnęła wymagany prawem kanonicznym wiek 14 lat. Małżeństwo z Ramonem Berenguerem IV było faktyczną unią Aragonii i Katalonii, choć małżonkowie rządzili osobno swoimi krajami, a Ramon przyjął jedynie tytuł księcia Aragonii, a nie króla. Zgodnie z układem pomiędzy władcami potomkowie Ramona i Petroneli mieli już rządzić niepodzielnie sfederowanymi państwami jako królowie Aragonii. Petronela dała Ramonowi szóstkę dzieci:
- Ramona Berenguera, króla Aragonii jako Alfons II,
- Dulcíę Berenguer, żonę króla Portugalii – Sancho I,
- Piotra, hrabiego Cerdanyi, Carcassonne i Narbonne,
- Eleonorę,
- Piotra, hrabiego Prowansji jako Ramon Berenguer III,
- Sancho, hrabiego Roussilon, hrabiego Prowansji.